# Werner Almhofer
Werner Almhofer (* 5. April 1960 in Linz) ist ein österreichischer Diplomat.

## Lebenslauf
Werner Almhofer unterrichtete von 1988 bis 1991 als Lektor an der Universität Bari in Italien.
1992 erfolgte Almhofers Eintritt in den diplomatischen Dienst. 1993 wurde er Attaché an der Botschaft Belgrad (Serbien). Von 1994 bis 1997 leitete Almhofer das Österreichische Kulturinstitut in Rom als stellvertretender Direktor. Anschließend war er als stellvertretender Missionschef wieder an der Botschaft in Belgrad bei Botschafter Hannes Porias tätig. Von 2001 bis 2005 fungierte er als europäischer Korrespondent im Außenministerium in Wien.
Am 9. März 2005 wurde Almhofer zum außerordentlichen und bevollmächtigten Botschafter in Sarajevo für Bosnien und Herzegowina berufen, wo er bis Mai 2009 tätig war. Als österreichischer Botschafter eröffnete er 2007 die South East Europe Media Organisation SEEMO Investigative Reporting Konferenz in Sarajevo.
Von Oktober 2008 bis September 2012 war Almhofer Leiter der OSCE-Mission im Kosovo (OMIK). Im Februar seines Antrittsjahres hatte der Kosovo seine Unabhängigkeit von Serbien verkündet, die EU-Mission sollte die vorhergehende UN-Mission UNMIK ablösen. Seine Benennung stieß auf heftige Kritik seitens der serbischen und russischen Regierungen (Mitglied der Kosovo-Troika), die sich in der Mitsprache übergangen fühlten. Österreich hat den Ahtisaari-Plan unterstützt, während die Troika-Vermittlung scheiterte. Die Mission hatte zu seiner Zeit 800 Mitarbeiter. Almofer begleitete unter anderem die Durchführung der kosovarischen Parlamentswahlen 2010/2011.
Ab 2012 kehrte er in das Bundesministerium für europäische und internationale Angelegenheiten zurück und fungierte als stellvertretender Sektionsleiter III – Europa, Abteilung EU-Erweiterung, wo er auch Nationalkoordinator der Donauraumstrategie war.
2017 wurde Almhofer Botschafter in Polen und wechselte 2021 nach Moskau.